# Щит Мінерви
«Щит Мінерви» — російський художній фільм 2003 року.

## Зміст
Письменник Влад усвідомлює, що його стосунки з дружиною тріщать по швах. У неї з'явився коханець, з яким вже все стало надто серйозно. Щоб не втратити її, Влад зважується на екстравагантний вчинок – прикидається інвалідом. Він починає вигадувати нові повороти для реального життя, а сам описує те, що відбувається, у своїй новій книзі. Куди заведе його фантазія? І чи зможе він утримати кохання за допомогою жалості?